# Bahnhof Murnau
Der Bahnhof Murnau ist der größte Bahnhof des Marktes Murnau am Staffelsee im Süden Bayerns. Der Trennungsbahnhof liegt an der Bahnstrecke München–Garmisch-Partenkirchen und stellt den Beginn der Ammergaubahn nach Oberammergau dar. Er verfügt über vier Bahnsteiggleise. Der Bahnhof wird täglich von circa 75 Zügen der Deutschen Bahn angefahren.
An der Ammergaubahn befinden sich noch die Haltepunkte Murnau Ort, Seeleiten-Berggeist und Grafenaschau auf Murnauer Gemeindegebiet. Früher existierten noch zwei weitere Halte in Murnau. An der Ammergaubahn gab es noch den Haltepunkt Ramsachleite und an der Hauptstrecke München–Garmisch-Partenkirchen den Bahnhof Hechendorf, der 1984 im Personenverkehr stillgelegt wurde.
Der Bahnhof wird täglich von ca. 3000 Reisenden und Besuchern benutzt und erhielt beim Wettbewerb Bahnhof des Jahres 2013 von der Allianz pro Schiene den Sonderpreis Tourismus.

## Lage

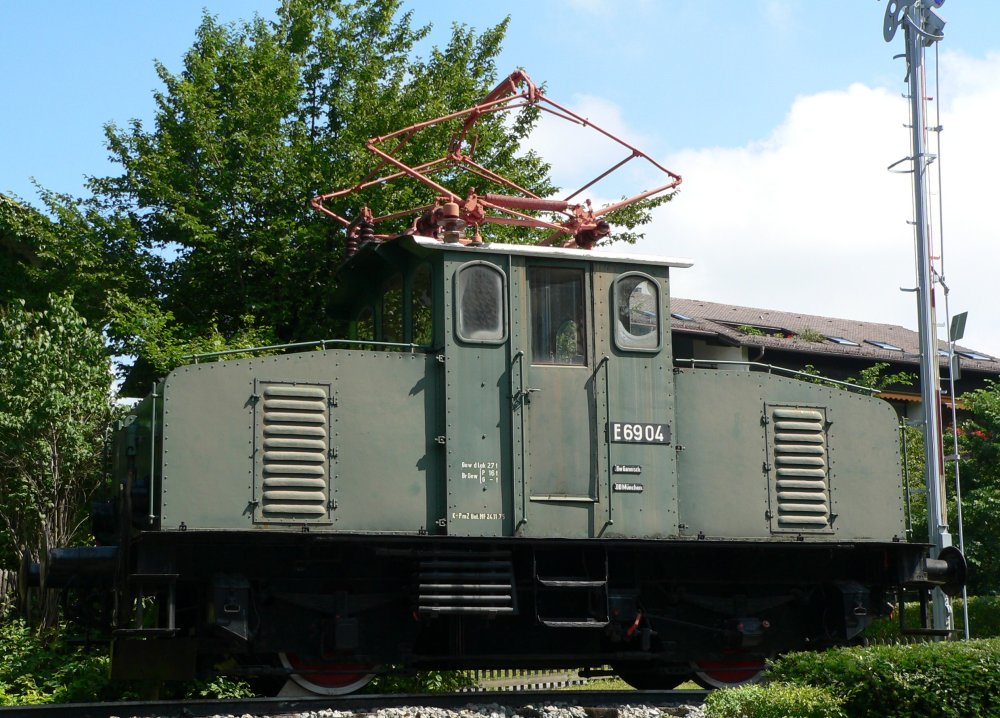
E69 04 vor dem Bahnhof

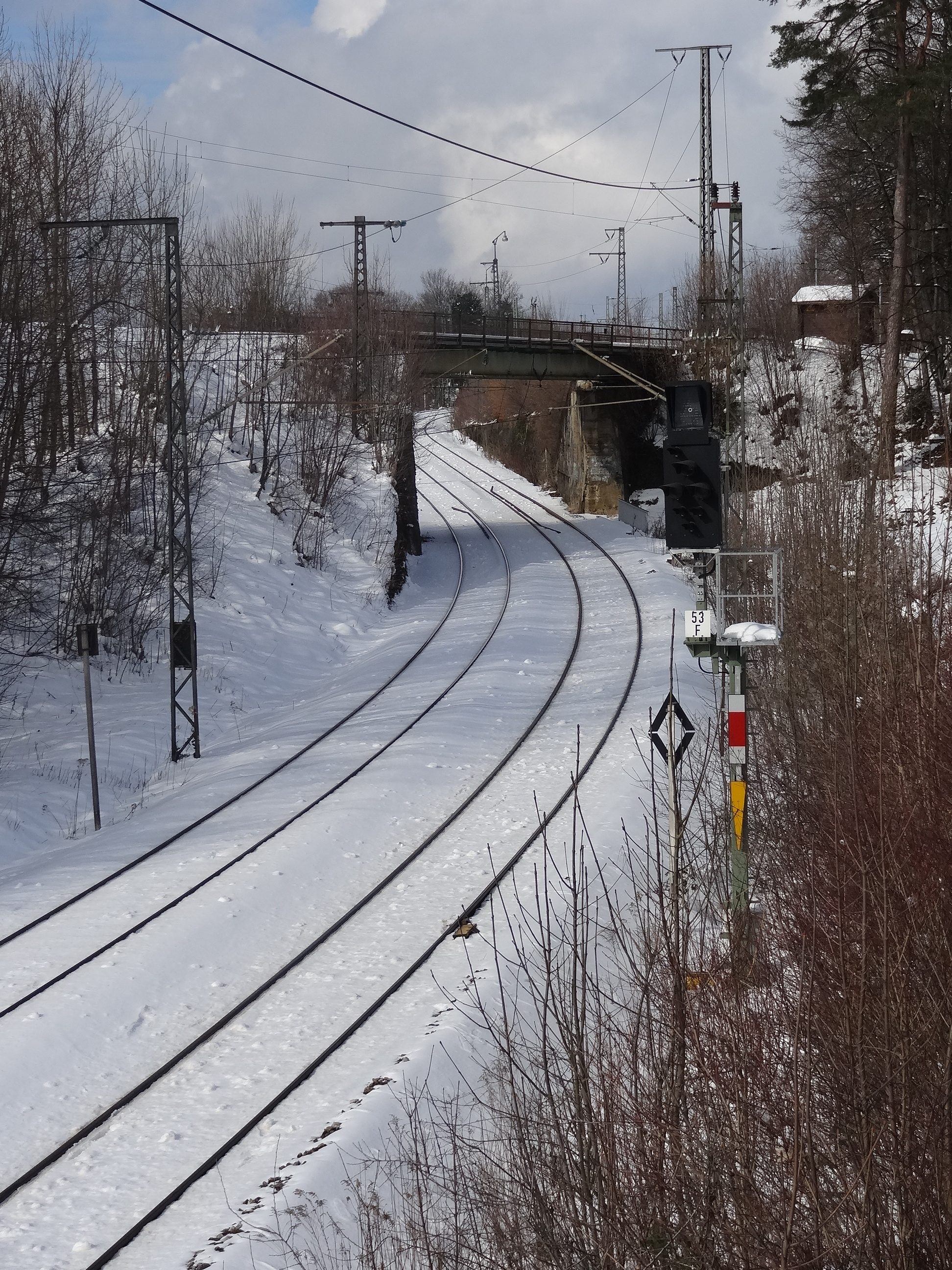
Überwerfungsbauwerk der Ammergaubahn

Der Bahnhof befindet sich ca. 1 km nordwestlich der Ortsmitte von Murnau und ca. 500 m östlich des Staffelsees. Im Gegensatz zum Bahnhof selbst befinden sich die Siedlungen östlich und westlich des Gebäudes bereits auf dem Gemeindegebiet der Nachbargemeinde Seehausen am Staffelsee.
An der nördlichen Bahnhofsausfahrt unterquert die Staatsstraße 2372 die Gleise. An der südlichen Ausfahrt, wo die Bahnstrecke München–Garmisch-Partenkirchen ein kurzes Stück zweigleisig ist, unterquert die Staatsstraße 2062 nach Saulgrub die Gleisanlagen. Ein kurzes Stück weiter südlich überquert die Ammergaubahn mit einem Überwerfungsbauwerk die Bahnstrecke München–Garmisch-Partenkirchen. Die Adresse des Bahnhofs lautet Bahnhofplatz 1.
Vor dem Bahnhof befindet sich die E 69 04 „Johanna“ als Denkmallok. Neben dieser Lok befindet sich hier auch ein altes Formsignal. Lok und Signal sind in die Denkmalliste eingetragen.
Der Bahnhof Murnau ist ein Trennungsbahnhof, an dem die Ammergaubahn von der Bahnstrecke München–Garmisch-Partenkirchen abzweigt. Die Bahnstrecke München–Garmisch-Partenkirchen (VzG 5504) ist eine eingleisige und elektrifizierte Hauptbahn, die im Regionalverkehr und am Wochenende auch von Intercity-Express-Zügen bedient wird. Zwischen Murnau und Hechendorf ist die Strecke zweigleisig ausgebaut. Die Ammergaubahn von Murnau über Bad Kohlgrub nach Oberammergau (VzG 5451) ist eine elektrifizierte eingleisige Nebenbahn und wird nur im Regionalverkehr bedient.
In Murnau treffen folgende Kursbuchstrecken aufeinander:
- 960: München–Weilheim–Murnau–Garmisch-Partenkirchen–Mittenwald–Innsbruck
- 963: Murnau–Bad Kohlgrub–Oberammergau

## Geschichte

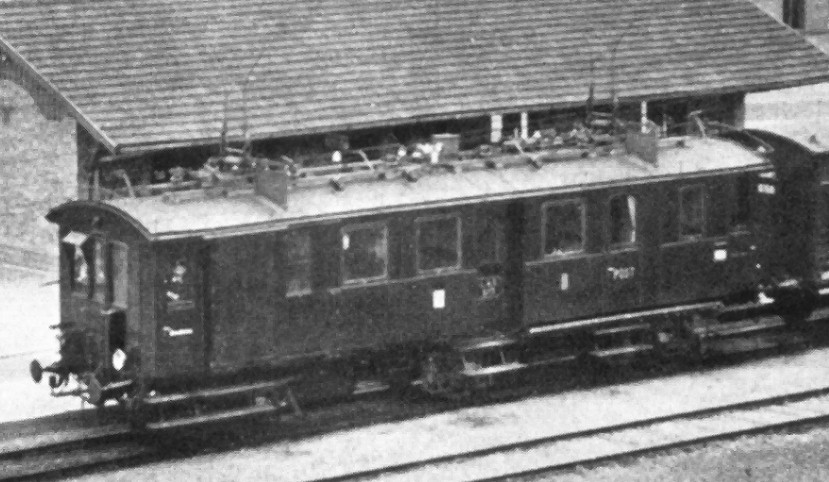
LAG-Elektrotriebwagen im Bahnhof Murnau (1905)

### 1879–1918
Der Bahnhof wurde am 15. Juni 1879 eröffnet, als die von Weilheim kommende Vizinalbahn als letzte ihrer Art in Bayern eröffnet wurde. Der Bahnhof verfügte damals über drei Durchgangsgleise, die sich vor einer Drehscheibe vereinigten. Des Weiteren bestand ein Lokschuppen westlich der Gleisanlagen. Zu den ersten Umbauten kam es im Jahr 1889, als die Lokalbahn nach Garmisch-Partenkirchen durch die Lokalbahn Aktien-Gesellschaft (LAG) in Betrieb genommen wurde und der Bahnhof so zu einem Durchgangsbahnhof wurde. Im Jahr 1897 wurde das Bahnhofsgelände in Form des neuen Bahnhofs der Ammergaubahn wenige Meter südwestlich des Staatsbahnhofs erneut umgestaltet. Zur gleichen Zeit wurde südlich des Bahnhofs der Ammergaubahn ein Betriebswerk für die auf der Ammergaubahn eingesetzten Triebfahrzeuge gebaut, dies war nötig, da die Bahnstrecke nach Oberammergau als erste Bahnstrecke Deutschlands mit Einphasenwechselstrom mit niedriger Frequenz betreiben wurde, während die Hauptstrecke erst in den Jahren 1924/25 elektrifiziert wurde.

### 1918–1945
Die nächste Umgestaltung erfolgte in den Jahren 1927–1930, als die bis heute bestehende Unterführung gebaut wurde und die Bahnsteigkanten befestigt wurden. Außerdem erhielt der Bahnhof damals eine Stellwerksausrüstung in Form von zwei Wärterstellwerken und einer Fahrdienstleiterbefehlsstelle. Für diese Befehlsstelle wurde der Bahnhof erneut erweitert.
Zu den Olympischen Winterspielen 1936 in Garmisch-Partenkirchen wurde die Bahnstrecke zwischen Huglfing und Hechendorf zweigleisig ausgebaut. Im Zuge dieses Ausbaus erhielt der Bahnhof Murnau auch mehrere zusätzliche Nebengleise. Dieses zweite Gleis wurde allerdings während des Zweiten Weltkrieges zwischen Murnau und Huglfing wieder abgebaut.

### 1945–1993
Zum 1. Januar 1954 wurde das Bahnbetriebswerk Murnau als eigenständige Dienststelle aufgelöst und dem Bw Garmisch-Partenkirchen als Außenstelle angegliedert. 1954 wurde Bahnstrecke Murnau-Oberammergau mit dem üblichen Stromsystem ausgerüstet, wodurch im gesamten Bahnhof dasselbe Stromsystem verwendet wurde. Seit dem 3. Mai 1960 fahren auch die Züge der Ammergaubahn den Staatsbahnhof an, als der alte Lokalbahnhof stillgelegt wurde. Die Bahnsteigsperren haben im Jahr 1966 ihre Funktion verloren. Anschluss an das Fernverkehrsnetz erhielt der Bahnhof im Jahr 1979 mit der Einführung von Intercity-Verbindungen.
Größere Bekanntheit erhielt der Bahnhof im Jahr 1985, als am 13. Dezember Siemens eines der ersten elektronischen Stellwerke (ESTW) der damaligen Deutschen Bundesbahn übergab. Dieses ESTW nahm im Jahr 1988 den eigenständigen Betrieb auf und wurde im Jahr 2008 durch einen Satelliten des ESTW Garmisch-Partenkirchen ersetzt.
Berühmtheit erlangte auch der „schnitzende Bahnhofswirt“ Josef Schranz (1899 bis 1986), der die Bahnhofsgaststätte mit selbst geschaffenen Schnitzarbeiten dekorierte. Seine Gaststätte war von 1949 bis zu den frühen achtziger Jahren ein beliebter Treffpunkt, auch für die zahlreichen Eisenbahnfreunde, die die Loks der Baureihe E69 im Planbetrieb auf der Lokalbahn nach Oberammergau erleben wollten.

### Seit 1994
In den Jahren ab 2008 wurden der Bahnhof und das Umfeld zum bisher letzten Mal umgestaltet. So erfolgte der Rückbau der nicht mehr benötigten Gleise und der barrierefreie Umbau der Bahnsteige und der Unterführung. Dieser Ausbau erfolgte im Zuge der Modernisierung der Strecke im Zuge der alpinen Ski-WM 2011 in Garmisch-Partenkirchen. In den Jahren 2007–2008 wurde dann die alte Güterhalle abgerissen und das Gelände mit einem Park+Ride-Parkplatz und einer neuen Bushaltestelle überbaut. Im Jahr 2012 wurde der Bahnhof nach dem Vorbild des Landsberger Bahnhofs zu einem Bürgerbahnhof umgebaut und das Empfangsgebäude komplett modernisiert.
Der Umbau wurde im August 2013 von der Allianz pro Schiene mit dem Sonderpreis Tourismus im Wettbewerb Bahnhof des Jahres ausgezeichnet.
Bis Ende 2014 sollen die Bahnsteige in Murnau mit neuen Fahrgastinformationsanzeigen ähnlich denen in Garmisch-Partenkirchen ausgestattet werden. Ziel dieser Maßnahme ist eine Verbesserung der Fahrgastinformation am Bahnhof Murnau.

## Infrastruktur
Der Murnauer Bahnhof besitzt vier Bahnsteiggleise. Gleis 1 befindet sich am Hausbahnsteig, die Gleise 2 und 3 an einem Mittelbahnsteig. Gleis 4 ist ein Stumpfgleis am südlichen Ende des Hausbahnsteiges. Der Bahnhof ist komplett barrierefrei und verfügt über eine dynamische Fahrgastinformation.
Im Empfangsgebäude befinden sich ein Kiosk, Toiletten und ein Reisezentrum der Deutschen Bahn.
Östlich der Bahnsteiggleise befanden sich früher mehrere Abstellgleise, die im Jahr 2008 abgebaut wurden.

### Bahnsteiginformationen
| Gleis | Länge in m | Höhe in cm | Nutzung |
| ----- | ---------- | ---------- | --- |
| 1     | 288        | 76         | Züge in Richtung München                                                                                   |
| 2     | 288        | 76         | einzelne Regionalbahnen zum Warten auf die Überholung des Regional-Express einzelne Züge nach Oberammergau |
| 3     | 288        | 76         | Züge in Richtung Garmisch-Partenkirchen                                                                    |
| 4     | 107        | 76         | Züge aus und in Richtung Oberammergau                                                                      |

### Haltepunkt Murnau Ort
Unmittelbar am Einfahrsignal aus Richtung Oberammergau, an der Brücke der Ammergaubahn über die Garmischer Strecke, liegt der Haltepunkt Murnau Ort. (Lage) Er besteht aus einem einfachen Seitenbahnsteig am Streckengleis. Betrieblich ist der Haltepunkt ein Bahnhofsteil des Bahnhofs Murnau.

### Lokalbahnhof Murnau
Zusammen mit dem Bau der Ammergaubahn nach Oberammergau erbaute die LAG im Jahr 1898 wenige Meter östlich des Staatsbahnhofs einen eigenen Bahnhof für diese Bahnlinie. (Lage) Die Station verfügte über zwei Bahnsteiggleise, die an einem Mittelbahnsteig lagen. Außerdem befand sich westlich des Bahnsteigs ein Gütergleis.
Im Mai 1960 wurde der Bahnhof im Personenverkehr stillgelegt und die Züge der Lokalbahn fuhren in den Staatsbahnhof ein. Allerdings blieben die Gleise noch weiter bestehen und konnten im Jahr 2000 noch zur Abstellung von Zügen genutzt werden. Erst im Jahr 2005 wurde die Weiche zum Lokalbahnhof ausgebaut und das Bahnhofsgelände im Zusammenhang mit dem Bau einer neuen Unterführung für die Staatsstraße nach Saulgrub im Jahr 2009 überbaut.
Das Empfangsgebäude ähnelt dem in Oberammergau, ist allerdings insgesamt etwas kleiner und verfügte nie über Seitenflügel, wie es bis vor wenigen Jahren in Oberammergau der Fall war. Das Gebäude ist zusammen mit dem ehem. Gebäude der Bahnverwaltung und einem ehem. Dienstwohnhaus auf Basis des Denkmalschutzgesetzes vom 1. Oktober 1973 ein Baudenkmal, die Aktennummer lautet D-1-80-124-7.

## Verkehr

### Schienenpersonenverkehr
Der Bahnhof Murnau wird seit dem 13. Dezember 2009 an Wochenenden von einzelnen Intercity-Express-Zügen der DB Fernverkehr bedient.
Der Regionalverkehr am Bahnhof Murnau wird von DB Regio seit 2013 unter dem Markennamen Werdenfelsbahn durchgeführt. Im Stundentakt halten Regionalbahn-Züge von München nach Garmisch-Partenkirchen, die teilweise bis Mittenwald, Innsbruck und Pfronten weiterfahren. In der Hauptverkehrszeit wird der Bahnhof zusätzlich durch einige beschleunigte Regional-Express-Züge von München nach Mittenwald und Lermoos bedient. Auf der Nebenbahn von Murnau nach Oberammergau verkehren Regionalbahnen im Stundentakt.
| Linie/ Zuggattung       | Verlauf | Taktfrequenz                                         |
| ----------------------- | --- | ---------------------------------------------------- |
| ICE                     | Wetterstein / Karwendel / Werdenfelser Land: Hamburg-Altona / Dortmund – München – Murnau – Garmisch-Partenkirchen (– Seefeld in Tirol – Innsbruck)  | zwei Zugpaare samstags ein Zugpaar freitags/sonntags |
| RE61 · RE62             | München – Weilheim – Murnau – Garmisch-Partenkirchen – Mittenwald / Lermoos                                                                          | einzelne Züge                                        |
| RB6 · RB60              | München – Tutzing – Weilheim – Murnau – Garmisch-Partenkirchen (– Mittenwald – Seefeld in Tirol – Innsbruck / – Reutte in Tirol – Pfronten-Steinach) | stündlich                                            |
| RB63                    | Murnau – Bad Kohlgrub – Oberammergau | stündlich                                            |
| Stand: 19. Oktober 2023 | |                                                      |

### Busverkehr
Der Busverkehr am Bahnhof Murnau wird von der Regionalverkehr Oberbayern GmbH durchgeführt. Vom Busbahnhof verkehren Regionalbusse nach Weilheim, Kirnberg, Riegsee, Kochel am See, Grafenaschau und zum Kloster Ettal.